# Loma Linda, Chiapas
Loma Linda är en ort i Mexiko.   Den ligger i kommunen Benemérito de las Américas och delstaten Chiapas, i den sydöstra delen av landet, 1 000 km öster om huvudstaden Mexico City. Loma Linda ligger 172 meter över havet och antalet invånare är 250.
Terrängen runt Loma Linda är platt. Runt Loma Linda är det ganska glesbefolkat, med 25 invånare per kvadratkilometer. Närmaste större samhälle är Nuevo Orizaba, 3,1 km väster om Loma Linda. I omgivningarna runt Loma Linda växer i huvudsak städsegrön lövskog.